# Дизветро (Модена)
Дизветро је насеље у Италији у округу Модена, региону Емилија-Ромања.
Према процени из 2011. у насељу је живело 128 становника. Насеље се налази на надморској висини од 18 м.